# Pad Thermosol
Pad Thermosol ist ein Färbeverfahren. Im Kontinueverfahren werden meist Baumwollartikel mit Reaktivfarbstoff gefärbt. 
Die zu färbende Ware läuft über eine Umlenkwalze von der Kaule direkt in den Färbetrog. Dort befindet sich bereits der Farbstoff und das Alkali. Die Flotte wird aufgebracht und anschließend beim Foulard abgequetscht. Ein spezielles Dosierungssystem sorgt dafür, dass die Flotte im Trog konstant gleich bleibt. Über einen kurzen Luftgang läuft die Ware weiter in den IR-Trockner. Dort wird der Farbstoff kurz vorgetrocknet. Anschließend erfolgt das Thermosolieren. Der bereits vorgetrocknete Farbstoff wird hierbei mit Hitze fixiert. Dies geschieht mit Heißluft. Danach wird die gefärbte Ware gewaschen und geseift. Die restlichen Chemikalien und die nicht fixierten Farbstoffteilchen werden entfernt. Abschließend wird die saubere Ware getrocknet und damit bereit für die Endausrüstung. 
Beim Pad Thermosol-Verfahren werden meistens Reaktiv- und Dispersionsfarbstoffe verwendet.